# الشاهد العالمي
جلوبال ويتنس هي منظمة غير حكومية دولية تأسست في عام 1993 وتعمل على كسر الروابط بين استغلال الموارد الطبيعية، والصراع، والفقر، والفساد، وانتهاكات حقوق الإنسان في جميع أنحاء العالم. المنظمة لديها مكاتب في لندن وواشنطن العاصمة، وتذكر جلوبال ويتنس أنه ليس لديها أي انتماء سياسي. انضمت جيليان كالدويل إلى المنظمة كمديرة تنفيذية في يوليو 2015 وتم تعيين مارك ستيفنز رئيسًا في مارس 2016. في فبراير 2020، أصبح مايك ديفيس الرئيس التنفيذي لشركة جلوبال ويتنس.
كشفت التحقيقات التي أجرتها منظمة جلوبال ويتنس في أبريل 2014 أن عدد القتلى من المدافعين عن البيئة في عام 2012 بلغ ثلاثة أضعاف ما كان عليه قبل 10 سنوات. وثقت منظمة جلوبال ويتنس 147 حالة وفاة في عام 2012، مقارنة بـ 51 حالة في عام 2002. وفي البرازيل، قُتل 448 ناشطًا في الدفاع عن الموارد الطبيعية بين عامي 2002 و 2013، وفي هندوراس 109، وبيرو 58، والفلبين 67، وتايلاند 16. الأشخاص العاديون الذين يعارضون الاستيلاء على الأراضي وعمليات التعدين وتجارة الأخشاب الصناعية، والذين غالبًا ما يُجبرون على ترك منازلهم ويتعرضون للتهديد الشديد من جراء الدمار البيئي. وقتل آخرون بسبب احتجاجات على السدود الكهرومائية والتلوث والحفاظ على الحياة البرية. بحلول عام 2019، كانت جلوبال ويتنس توثق 212 حالة وفاة من هذا القبيل في العام.

## الملف الشخصي
تذكر جلوبال ويتنس أن أهدافها هي فضح الاستغلال الفاسد للموارد الطبيعية وأنظمة التجارة الدولية، وقيادة الحملات التي تنهي الإفلات من العقاب، والنزاع المرتبط بالموارد، وانتهاكات حقوق الإنسان والبيئة. تستكشف المنظمة كيف يمكن للماس والموارد الطبيعية الأخرى أن تمول الصراع أو تغذي الفساد. وهي تجري تحقيقات في تورط أفراد وكيانات تجارية محددة في أنشطة مثل الاستغلال غير القانوني وغير المستدام للغابات، والفساد في صناعات النفط والغاز والتعدين.
تجمع منهجية جلوبال ويتنس بين البحث الاستقصائي ونشر التقارير وإجراء حملات المناصرة. يتم توزيع التقارير على الحكومات والمنظمات الحكومية الدولية والمجتمع المدني ووسائل الإعلام. ويهدف هذا إلى تشكيل السياسة العالمية وتغيير التفكير الدولي بشأن استخراج الموارد الطبيعية والاتجار بها وآثار الاستغلال الفاسد وغير المستدام على التنمية وحقوق الإنسان والاستقرار الجيوسياسي والاقتصادي.

## المشاريع
عملت جلوبال ويتنس على الماس والنفط والأخشاب والكاكاو والغاز والذهب والمعادن الأخرى. وقد أجرت تحقيقات ودراسات حالة في كمبوديا، أنغولا، ليبريا، جمهورية الكونغو الديمقراطية، غينيا الاستوائية، كازاخستان، بورما، إندونيسيا، زمبابوي، تركمانستان وساحل العاج. كما ساعدت على وضع مبادرات دولية مثل مبادرة شفافية الصناعات الاستخراجية، ال عملية كيمبرلي، وال نشر ما تدفعه التحالف. (انسحبت غلوبال ويتنس من عملية كيمبرلي في عام 2011، قائلة إنها لم تعد تعمل.)
تضمنت الحملة الأولى للمنظمة العمل ضد تجارة الأخشاب غير القانونية بين كمبوديا وتايلاند والتي كانت تمول الخمير الحمر حرب العصابات.
تقول جلوبال ويتنس إن الموارد الطبيعية يمكن أن تستغل، وقد تم استغلالها، لتمويل الجيوش والميليشيات التي تقتل وتغتصب وترتكب انتهاكات أخرى لحقوق الإنسان ضد المدنيين. تقول أنه «يمكن استخدام الموارد الطبيعية للتفاوض والحفاظ على السلام» و «يمكن أن يكون المفتاح لإنهاء الفقر في أفريقيا».

### كمبوديا
كانت أول حملة جلوبال ويتنس في كمبوديا في عام 1990 حيث كان الخمير الحمر يهربون الأخشاب إلى تايلاند. المراقب وعزت الصحيفة التوقف إلى «تقارير جلوبال ويتنس المفصلة والدقيقة».
بعد تقرير تورط أقارب رئيس الوزراء هون سين وغيرهم من كبار المسؤولين الحكوميين، شقيق رئيس الوزراء، هون نينغ، وهو أيضا حاكم المقاطعة، ونقلت صحيفة كمبودية قوله إذا عاد أي شخص من جلوبال ويتنس إلى كمبوديا، كان «يضربهم حتى تنكسر رؤوسهم.» في عام 2009، أصدرت جلوبال ويتنس بلد للبيع, تقرير عن الفساد في تخصيص تراخيص الموارد الطبيعية في كمبوديا. في عام 2010 التقرير، تحويل الرمال، تم نشره. فحصت تجريف الرمال للتصدير إلى سنغافورة. وزعم التقرير أن التجارة كانت «محتكرة من قبل اثنين من أعضاء مجلس الشيوخ الكمبوديين البارزين الذين تربطهم علاقات وثيقة برئيس الوزراء هون سين».

### الماس الدم
في عام 1998 أصدرت جلوبال ويتنس التقرير، تجارة الخام: دور الشركات والحكومات في الصراع الأنغولي, وصف دور تجارة الماس الدولية في تمويل الحرب الأهلية الأنغولية.

### سيراليون
وكجزء من حملتها ضد الماس الممول للصراعات، ساعدت غلوبال ويتنس في إنشاء نظام عملية كيمبرلي لإصدار شهادات المنشأ (كبس). وقد أنشئ النظام الحكومي الدولي لإصدار الشهادات لوقف الاتجار بالماس الملطخ بالدماء، مما يتطلب من الحكومات التصديق على أن شحنات الماس الخام خالية من الصراعات. مثل العديد من الآخرين أفريقيا جنوب الصحراء الكبرى البلدان (جنوب أفريقيا), سيراليون يتمتع بالنفط والموارد المعدنية وسط عدم المساواة الاجتماعية، وارتفاع معدل انتشار الفقر، والصراع.
تحت حركات التمرد برئاسة تشارلز تايلور، الذي سيطر على صناعة الماس، ويجري تداول الماس لبنادق مع الجبهة المتحدة الثورية (الجبهة المتحدة الثورية). هذه المجموعة المتمردة وحدها كسبت ما يصل إلى 125 مليون دولار أمريكي. وفي عام 1998، ذكرت منظمة غلوبال ويتنس أن الماس يحفز تلك الصراعات. وبدعم من التحقيق الذي أجرته الأمم المتحدة في عام 2000، تم التحقق من تهريب الأحجار الكريمة من شرق سيراليون عبر ليبيريا، ثم إلى السوق الدولية.[بحاجة لمصدر] وفرضت الأمم المتحدة لاحقا عقوبات على الماس الليبيري في مارس 2001.
في 19 يوليو 2000، اعتمد مؤتمر الالماس العالمي في أنتويرب قرارًا لتعزيز قدرة صناعة الماس على منع مبيعات الماس الممول للصراع. وبعد ذلك، ومع تزايد الضغط الدولي من منظمة «غلوبال ويتنس» والمنظمات غير الحكومية الأخرى، استضافت اجتماعات مع البلدان المنتجة للماس على مدى ثلاث سنوات، انتهت بإنشاء خطة دولية لإصدار شهادات الماس في كانون الثاني / يناير 2003. ونظام إصدار الشهادات المتعلق بتصدير الماس واستيراده، المعروف باسم KCPS ، تم استدعاؤه بموجب القرار، وفرض تشريعات في جميع البلدان لقبول شحن عبوات الماس المختومة رسميًا فقط مصحوبة بشهادة KP التي تضمن أنها خالية من النزاعات. سيتم توجيه تهم جنائية إلى أي شخص يتم العثور على الماس المتداول في مجال تجارة الماس، بينما كان من المقرر فرض حظر على الأفراد الذين يتم العثور عليهم يتاجرون بهذه الأحجار من بورصات الماس في إطار الاتحاد العالمي لبورصات الالماس.
كانت عملية كيمبرلي (KP) في سيراليون فعالة في الحد من تدفق ماس الصراع. والأهم من ذلك، ساعدت عملية كيمبرلي في استعادة السلام والأمن في حياة هؤلاء الأشخاص، ومن خلال خلق الاستقرار في هذه البيئات، حفزت تطورهم. لقد نجحت في توجيه كميات أكبر من الماس إلى السوق الدولية، وزيادة الإيرادات الحكومية، وبالتالي المساعدة في معالجة مخاوف التنمية. في عام 2006، تم تصدير ما يقدر بنحو 125 مليون دولار أمريكي من الماس بشكل قانوني من سيراليون، مقارنة مع ما يقرب من لا شيء في التسعينيات.
على الرغم من نجاحها، بعد تسع سنوات، في 5 ديسمبر 2011، أعلنت جلوبال ويتنس أنها غادرت عملية كيمبرلي، مشيرة إلى أن العيوب الرئيسية في المخطط لم يتم إصلاحها حيث لم تعد الحكومات تبدي اهتماما بالإصلاح.

### النفط والغاز والتعدين
تقوم جلوبال ويتنس بحملات من أجل مزيد من الشفافية في قطاعات النفط والغاز والتعدين. وهي عضو مؤسس في تحالف انشر ما تدفعه (PWYP)، الذي يدعو إلى «الكشف الإلزامي عن مدفوعات الشركة والإيرادات الحكومية من قطاع النفط والغاز والتعدين». أكثر من 300 مجموعة من منظمات المجتمع المدني في جميع أنحاء العالم هي أعضاء في البرنامج. ومن بين المؤسسين الآخرين للبرنامج، أوكسفام، أنقذوا الأطفال المملكة المتحدة، منظمة الشفافية الدولية المملكة المتحدة، وجورج سوروس، رئيس معهد المجتمع المفتوح.
ساعد جلوبال ويتنس في تأسيس مبادرة شفافية الصناعات الاستخراجية (مبادرة الشفافية في مجال الصناعات الاستخراجية)، التي أعلن عنها رئيس الوزراء البريطاني آنذاك توني بلير في مؤتمر القمة العالمي للتنمية المستدامة في جوهانسبرغ في أيلول / سبتمبر 2002، وأيدته رسميا البنك الدولي في ديسمبر 2003. مبادرة الشفافية في مجال الصناعات الاستخراجية هي نتيجة للجهود التي يبذلها نشطاء حزب العمال الكردستاني. وهي مدعومة الآن من قبل غالبية شركات النفط والتعدين والغاز في العالم والمستثمرين المؤسسيين، بقيمة إجمالية تبلغ 8.3 تريليون دولار أمريكي. جلوبال ويتنس عضو في المجموعة الاستشارية الدولية للمبادرة وهي عضو في مجلس إدارة المبادرة.

### جمهورية الكونغو الديمقراطية
جلوبال ويتنس نشطة في مجموعة من القضايا في جمهورية الكونغو الديمقراطية (جمهورية الكونغو الديمقراطية). يقول قسم موقعه على الإنترنت في جمهورية الكونغو الديمقراطية: «لقد نهب السياسيون والعسكريون والميليشيات الثروة الطبيعية للبلاد واستخدموها لإثراء أنفسهم على حساب السكان.» ضغطت جلوبال ويتنس على حكومة المملكة المتحدة ومجلس الأمن الدولي لوقف تجارة المعادن التي تغذي الحرب في شرق الكونغو.
تُعرِّف منظمة جلوبال ويتنس موارد النزاع على أنها «موارد طبيعية يساهم استغلالها وتجارتها بشكل منهجي في سياق النزاع في ارتكاب انتهاكات جسيمة لحقوق الإنسان أو انتهاكات القانون الإنساني الدولي أو انتهاكات ترقى إلى مرتبة الجرائم بموجب القانون الدولي، أو الاستفادة منها أو تؤدي إلى ارتكابها.»

### الغابات
وقد قامت منظمة الشاهد العالمي بالكثير من العمل في مجال الغابات. وأصدرت تقارير عن الكيفية التي ساعدت بها الأخشاب في تمويل الحرب الأهلية في ليبيريا ونظرت أيضا في تهريب الأخشاب من بورما إلى الصين. وفي الآونة الأخيرة، رفعت غلوبال ويتنس دعوى قضائية في فرنسا ضد شركة دي إل إتش، وهي شركة يزعم أنها اشترت أخشابا من شركات ليبرية خلال الحرب الأهلية بين عامي 2001 و 2003، مما قدم الدعم لنظام تشارلز تايلور.
تصف جلوبال ويتنس الغابات بأنها "المعقل الأخير ضد تغير المناخ"، حيث تمثل إزالة الغابات 18 في المائة من إجمالي انبعاثات ثاني أكسيد الكربون العالمية. حول جهود الأمم المتحدة للتوسط في صفقة"خفض الانبعاثات الناجمة عن إزالة الغابات وتدهورها وقالت جلوبال ويتنس: "إن المبادرة تنطوي على مخاطر كبيرة على الغابات والمجتمعات المحلية ولن تنجح إلا إذا انخرط المجتمع المدني كهيئة رقابية مستقلة لضمان استخدام الأموال وفقا للقوانين الوطنية والمبادئ التوجيهية الدولية."
وتنتقد جلوبال ويتنس النهج الذي أقره البنك الدولي لتشجيع قطع الأخشاب على أساس الصادرات الصناعية كوسيلة للنمو الاقتصادي في البلدان النامية، والتي تقول إنه ثبت فشلها مرارًا وتكرارًا. وبدلاً من ذلك، تدافع منظمة جلوبال ويتنس عن استراتيجيات الإدارة التي تفيد المجتمعات التي تعتمد على الغابات، وبلدانهم الأصلية، والبيئة، وتعامل الغابات على أنها «أصول دولية».

## الأخيرة

### شركات مجهولة
تقوم منظمة جلوبال ويتنس بحملات ضد الشركات المجهولة ومن أجل سجلات الملكية المفيدة. الشركات المجهولة هي ممارسة تجارية قانونية ولكن يمكن استخدامها لأغراض مثل غسيل الأموال من الأنشطة الإجرامية أو تمويل الإرهاب أو التهرب من الضرائب.

### البنوك
في عام 2009، أطلقت جلوبال ويتنس حملة حول دور البنوك في تسهيل الفساد. تقريرها، الاجتهاد غير المبرر, أسماء بعض البنوك الكبرى التي قامت بأعمال تجارية مع الأنظمة الفاسدة. ويجادل التقرير بأنه «من خلال قبول هؤلاء العملاء، تساعد البنوك أولئك الذين يستخدمون أصول الدولة لإثراء أنفسهم أو معاملة شعوبهم بوحشية» وأن «هذا الفساد يحرم أفقر الناس في العالم من فرصة انتشال أنفسهم من الفقر ويتركهم يعتمدون على المساعدات.»
جلوبال ويتنس عضو في لجنة التنسيق فرقة العمل المعنية بالنزاهة المالية والتنمية الاقتصادية، وهو عضو في بانك تراك، وتحالف منظمات المجتمع المدني لاتفاقية الأمم المتحدة لمكافحة الفساد. في مايو 2009، أدلى موظف جلوبال ويتنس، أنثيا لوسون، بشهادته أمام لجنة الخدمات المالية بمجلس النواب الأمريكي حول «خسارة رأس المال والفساد ودور المؤسسات المالية الغربية». في رسالة إلى الجارديان بتاريخ 9 فبراير 2010، اتهمت السيدة لوسون البنوك البريطانية «بالتواطؤ الواضح» في الفساد.

### السودان
قامت جلوبال ويتنس بحملة من أجل الشفافية في صناعة النفط في السودان. نشرت جلوبال ويتنس تقرير «وقود عدم الثقة» في يونيو 2009، وهو تقرير مفصل عن تناقضات تصل إلى 26 بالمائة بين أرقام الإنتاج التي نشرتها الحكومة السودانية وتلك التي نشرتها شركة النفط الرئيسية العاملة في المنطقة، CNPC. كان اتفاق السلام بين الشمال والجنوب مبنيًا على اتفاق لتقاسم عائدات النفط.

### الماس زيمبابوي
في يونيو 2010، انتقدت جلوبال ويتنس زيمبابوي لانتهاكات واسعة النطاق لحقوق الإنسان ارتكبت في حقول الماس مارانج. ونشرت تقريرا عودة الماس الدم الذي انتقد نظام عملية كيمبرلي لإصدار شهادات المنشأ لفشله مرارا وتكرارا في الاستجابة بفعالية للأزمة في زمبابوي. في يوليو 2010 تنداي ميدزي، الكتابة في زيمبابوي الجارديان واتهمت جلوبال ويتنس وشراكة أفريقيا كندا بأنها «ليست سوى نسج من الحكومات الغربية التي تمثلها».

### ماليزيا
كشف الشاهد العالمي الفساد في صفقات الأراضي داخل إدارة الطيب محمود، رئيس وزراء ولاية ساراواك في ماليزيا من خلال الفيديو بعنوان «داخل دولة الظل في ماليزيا.» تضمن الفيديو لقطات لمحادثات مع أقارب الطيب ومحاميهم حيث تظاهر عملاء جلوبال ويتنس بأنهم مستثمرون محتملون.

### 2020: مقتل 227 ناشطا بيئيا في جميع أنحاء العالم
في عام 2019، سجلت جلوبال ويتنس مقتل 212 ناشطا بيئيا، مما يجعلها أسوأ عام منذ بدء عملية التسجيل هذه، في عام 2012. وكان هذا ارتفاعا من عدد القتلى البالغ 197 في عام 2018. شهد عام 2020 ارتفاعا إضافيا في الحالات، حيث قتل 227 شخصا.

## الأوسمة والجوائز
جلوبال ويتنس وشراكة أفريقيا وكندا تم ترشيحهم بشكل مشترك من قبل مجلس النواب الأمريكي وأعضاء مجلس الشيوخ لجائزة نوبل للسلام لعام 2003 للعمل على الروابط بين الصراع والماس في العديد من البلدان الأفريقية.[بحاجة لمصدر]
- الفائز بجائزة مؤسسة غليتسمان للنشاط الدولي (2005)[48]
- الحائز على جائزة مركز التنمية العالمية/مجلة السياسة الخارجية الالتزام بأفكار التنمية في العمل (2007)
- المستفيد من جائزة ألارد للنزاهة الدولية (2013 تكريم)[49]
- شارميان غوتش أحد المديرين المؤسسين الثلاثة لجلوبال ويتنس، حصل على جائزة تيد في عام 2014. كانت رغبتها المعلنة هي أن نعرف من يملك الشركات ويسيطر عليها، بحيث لا يمكن استخدامها بشكل مجهول ضد الصالح العام. دعونا نشعل الرأي العام العالمي، ونغير القانون، ونطلق معا حقبة جديدة من الانفتاح في مجال الأعمال.'[50]
- الفائز بجائزة سكول لريادة الأعمال الاجتماعية 2014[51][52][53]
- الفائز المشارك في مؤسسة شيلا ماكيكني 2021 جائزة ديفيد وجالوت، للحملة الناجحة لوقف تمويل حكومة المملكة المتحدة بمليارات الدولارات للوقود الأحفوري في الخارج. منظمة الشهود العالمية آدم ماكجيبون تنسيق الحملة.[54][55]

## الإيرادات
تأتي غالبية تمويل الشهود العالميين من المنح المقدمة من قبل المؤسسات الحكومات، والجمعيات الخيرية. أحد المحسنين الرئيسيين هو معهد المجتمع المفتوح، والتي تمول أيضا هيومن رايتس ووتش. يتلقى الشاهد العالمي أيضا المال من الحكومات النرويجية والبريطانية، ومؤسسة أديسيوم، وأوكسفام نوفيب.
في مقابلة مع الجارديان في عام 2007، رفض باتريك آلي، أحد المديرين المؤسسين، الادعاء بأن تلقي الأموال من الحكومات يمكن أن يؤدي إلى تحيز حملاتهم: «إن قيادة الحملات، بدلاً من التمويل، يعني أن استقلالنا لا يشمل أبدًا،» هو جادل «وزارة التجارة والصناعة طلبت ذات مرة ما إذا كنا نرغب في التوقيع على بند السرية. قلنا إننا لن نأخذ التمويل في ظل هذه الشروط. لم تحاول أي حكومة أخرى فرض أي قيود.»
من ديسمبر 2008 إلى نوفمبر 2009 كان دخل جلوبال ويتنس 3,831,831 جنيه إسترليني. من هذا، جاء ما يقرب من 61 في المائة في شكل منح من الصناديق الاستئمانية والمؤسسات الخاصة، و 33 في المائة من الحكومات، و 3 في المائة من المنظمات متعددة الأطراف وغير الحكومية، و 3 في المائة من الفوائد المصرفية وغيرها من المصادر. تقول جلوبال ويتنس إنها تنفق 75 في المائة من أموالها على الحملات، و 7 في المائة على الاتصالات وجمع الأموال، و 18 في المائة على الدعم والحوكمة.

## روابط خارجية
- الموقع الرسمي